# Galassia Nana della Chioma di Berenice
La Galassia Nana della Chioma di Berenice (Coma Ber) è una galassia nana sferoidale situata nell'omonima costellazione alla distanza di circa 143.000 anni luce dalla Terra e che si muove alla velocità di 98 km/s. È una galassia satellite della Via Lattea e quindi fa parte del Gruppo Locale.
È stata scoperta nel 2006 con i dati raccolti dallo Sloan Digital Sky Survey. La galassia ha una forma ellittica (rapporto degli assi di ~ 5:3), con un raggio effettivo di 70 parsec. È tra le galassie satelliti più piccole e di debole luminosità, e solo Segue 1, Segue 2, Willman 1 e Boote II hanno una luminosità inferiore. Si calcola che la sua luminosità intrinseca sia circa 3.700 volte quella del Sole (magnitudine visibile assoluta di ~ 4,1), un valore più basso di quello della maggior parte degli ammassi globulari. La sua massa è stimata in 1,2 milioni di masse solari con un rapporto massa/luminosità intorno a 450, e questo valore elevato implica che la galassia è dominata dalla materia oscura.
La popolazione di stelle è costituita da stelle vecchie con età maggiore di 12 miliardi di anni, a bassa metallicità (350 volte inferiore a quella del Sole). Le stelle di questa galassia sono, probabilmente, tra le prime formatesi nell'Universo. Attualmente non si osserva attività di formazione stellare. Le misurazioni effettuate non hanno messo in evidenza la presenza di idrogeno neutro (il limite superiore per l'idrogeno neutro è di sole 46 masse solari).
La Galassia Nana della Chioma di Berenice si trova nei pressi della Corrente stellare del Sagittario, costituita da stelle strappate alla Galassia Nana Ellittica del Sagittario (Sag DEG). Questa vicinanza può indicare che sia stato un ammasso di stelle satellite di SagDEG.